# Sangalhos
Sangalhos er en portugisisk sogn og by i Anadia kommune. I 2011 havde den godt 4.000 indbyggere fordelt på 16,9 km².